# Gaetano Ballardini
Gaetano Ballardini (Faenza, 1º ottobre 1878 – Faenza, 26 maggio 1953) è stato uno storico dell'arte italiano.
Agli inizi del Novecento, fu fra i primi ad iniziare gli studi sulla ceramica antica, proseguiti per tutta la sua vita. Nel 1908, col sostegno di un comitato comprendente anche il forlivese Tito Pasqui, fondò il Museo internazionale delle ceramiche in Faenza di cui rimase direttore fino alla morte.

## Biografia
Diplomatosi ragioniere a Ravenna, inizialmente si occupò dell'ordinamento di archivi e con questa qualifica entrò nell'amministrazione comunale di Faenza. Organizzò mostre storiche e d'arte; dal 1904 fu contabile della Manifattura Ceramica Artistica dei Fratelli Minardi. Vennero in tal modo a concretizzarsi due degli interessi maggiori della sua vita futura: la storia documentale della sua città e quello per la ceramica.
Tra i fondatori della società del “Risveglio cittadino”, Ballardini allestì, negli anni 1904, 1905, 1906, 1908, 1911, le mostre d'arte che ebbero come culmine l'Internazionale del 1908, inserita nell'Esposizione Regionale dell'Agricoltura Industria e Commercio, celebrativa del terzo Centenario della nascita del grande fisico faentino Evangelista Torricelli. In quella occasione, con il prestigio già acquisito in ambiente artistico, poté valersi dell'appoggio di un capace complesso di giornalisti, critici e storici dell'arte provenienti da ogni parte d'Italia e della collaborazione del pittore-decoratore Galileo Chini per il progetto e la ornamentazione dei padiglioni, dello scultore Leonardo Bistolfi nonché dello scrittore e critico d'arte Primo Levi, “L'Italico”.
Con la nomina a corrispondente della Deputazione di Storia Patria si avvicinò all'ambiente della Bologna storico-artistica che lo vide sempre maggiormente presente nel campo degli studi storici e della tutela dei monumenti. L'influenza di Alfonso Rubbiani e l'amicizia coi Minghetti, famiglia di qualificati ceramisti del capoluogo, gli allargarono gli orizzonti socio-culturali. L'iniziale lavoro d'archivista, con l'appoggio del titolo accademico, gli procurò la carica di Segretario Capo del Comune ed in seguito di Segretario Generale, conservato sino al 1927.
Nel 1908 valendosi della partecipazione alla sezione ceramica della grande esposizione di creatori e produttori di tutta Europa e della presenza di critici e di cultori d'arte, Ballardini diede corpo all'idea della fondazione di un museo che fosse dedicato alla raccolta e conservazione dei cimeli dell'arte di tutti i Paesi, allo scopo di facilitarne la conoscenza, lo studio e la valorizzazione. In molti, a partire dal forlivese Tito Pasqui, aderirono prontamente all'iniziativa e il museo raccolse il primo nucleo di opere coi doni degli espositori ed il cospicuo acquisto predisposto allo scopo dal Ministero dell'Industria, dell'Agricoltura e del Commercio.
Questo nucleo venne ordinato nei locali medesimi dell'esposizione lasciati a disposizione dalla amministrazione civica faentina nei locali dell'ex convento di S. Maglorio. La gestione fu affidata ai membri della "Società del Risveglio Cittadino" residenti in loco, guidati da Ballardini, che ne assunse la direzione, in nome e per incarico del comitato italiano dei fondatori e del comitato internazionale di patronato. I principi della istituzione stabiliti nella riunione del 30 settembre 1908 vennero poi integralmente assunti nello statuto programma sul quale, il 19 luglio 1912, fu emesso il decreto di riconoscimento in ente morale.
L'anno successivo a quello di fondazione, il 1909, venne avviata la biblioteca specializzata a settori tecnico, storico, artistico, con lo scopo di affiancare le raccolte che venivano intanto allargando i campi della documentazione. 
Nel 1913 diede inizio alla pubblicazione del bollettino rivista che, col nome di “Faenza”, diffonde periodicamente negli ambienti di studio e di lavoro e presso gli amatori ed i collezionisti di ogni continente, notizie della vita del museo ed, insieme, articoli originali su aspetti particolari dell'arte, le nuove ricerche ed il rinnovamento del pensiero nell'ambito degli studi ceramici.
Nel 1916 fondò una scuola serale tesa all'elevazione intellettuale e tecnica degli artigiani ceramisti, e, in genere, di chi volesse addentrarsi nella conoscenza dell'arte, ponendo le basi dell'odierno Istituto Statale d'Arte per la Ceramica G. Ballardini. Ballardini fu affiancato da ceramisti, artisti e professionisti che di buon grado si prestavano all'esperimento. Nel 1938, sempre sotto la direzione di Ballardini, la scuola fu poi trasformata in Istituto Medio Superiore alle dipendenze della Direzione Gen. delle Belle Arti. La scuola rappresentò un punto di riferimento nel campo dell'arte e della tecnica della ceramica in Italia.
Il 12 maggio del 1944 il museo subì ingenti danni: distrutto nell'edificio, nelle collezioni, nelle attrezzature, nei servizi e a nulla valse la messa a rifugio delle opere. Il fisico di Ballardini ,sempre stato cagionevole, fu aggravato dai disagi dello sfollamento, la dispersione dei collaboratori, l'immenso dolore della perdita dell'opera, il Museo, cui aveva dedicato l'intera vita, avvincevano pesantemente lo spirito di Gaetano Ballardini.
Giuseppe Liverani, suo successore nella direzione del museo, ricorda che al ritorno dalla prigionia, nell'aprile del 1945, venne accolto da Ballardini con queste parole: “Sei tornato, figliolo. Rifacciamo il Museo”.
Ballardini scrisse ad autorità, enti ed istituti, a studiosi, ad artisti, a produttori, a collezionisti, amici e uomini politici, comunicando ciò che era avvenuto, suscitando comprensione e chiedendo aiuti, forte della disinteressata efficace opera condotta per oltre un trentennio. Il mondo ascoltò e l'edificio risorse: le strutture rinacquero sull'esempio di quelle prebelliche.
Con quest'ultima fatica, Gaetano Ballardini concluse una vita interamente spesa al servizio dello studio, diffusione e promozione del vasto mondo della ceramica antica e contemporanea.

## Le pubblicazioni
Gli scritti di Gaetano Ballardini sono pubblicati in larga parte sulla Rivista di Studi Faenza dal 1913 al 1953, rivista della quale fu anche fondatore. 
Scrisse su altre pubblicazioni periodiche, come: Almanacco italiano, Antiquario, Atti e Memorie della R. Deputazione di Storia Patria per l'Emilia e la Romagna, Bollettino d'arte del Ministero della educazione nazionale, Bollettino d'arte del Ministero della pubblica istruzione, Beiträge für Georg Swarzenski, Cellini, rivista dell'artigianato italiano, Ceramiche e laterizi, Corriere dei ceramisti, Dedalo, Domus, architettura e arredamento dell'abitazione moderna in città e in campagna, East and West, Felix Ravenna, Keramische Zeitschrift, Il carroccio, La Ceramica, La rivista illustrata del popolo d'Italia, La Romagna, L'illustrazione vaticana, L'industria del vetro e della ceramica, Museum, Pantheon, Rassegna d'arte, Rassegna d'arte antica e moderna, Rassegna della istruzione artistica, Rassegna marchigiana, Rivista d'arte, Rivista mensile municipale di Torino, The Burlington Magazine for Connoisseurs, Torricelliana. Collaborò con l'Istituto della enciclopedia italiana per l'Enciclopedia italiana di scienze, lettere ed arti.
- Nuovi acquisti dell'archivio storico del comune di Faenza: Serie 1, Faenza, Novelli e Castellani, 1905.
- Inventario critico e bibliografico dei codici e delle pergamene dell'Archivio del comune di Faenza / [a cura di] Gaetano Ballardini; con prefazione di Antonio Messeri. - Faenza: Tipo-Lit. G. Montanari, 1905.
- Alfonso Cavina, priore di Faenza: 1800., Faenza: Tip. Novelli e Castellani, 1906.
- Atto di liberazione dalla servitù della gleba e di concessione di un tenimento dell'agro faentino., Faenza: Ditta Cav. G. Montanari, 1907.
- Giovanni da Oriolo: pittore faentino del Quattrocento., [incisioni originali in legno di Francesco Nonni]. Firenze: Gonnelli, 1911.
- Le ceramiche del campanile di S. Apollinare nuovo in Ravenna. [S.l. : s.n.], Ravenna, Tip. Maioli Angelini 1911.
- Il Museo internazionale delle faenze a Faenza. Torino, Unione Tipografico-Editrice, 1912.
- L'arte della maiolica in Faenza: suoi ordinamenti e sue relazioni coi poteri pubblici., Faenza, Tipografia F. Lega, 1916.
- Københavns fajancefabrik, Copenaghen, Engelsen & Schrøder, (1916?).
- 1 - Elementi orientali neila (i.e. nella) decorazione delle maioliche primitive, 2 - Note su Virgiliotto da Faenza, 3 - Ceramiche architettoniche medievali, in Note di critica ceramica, serie 4, Faenza, Tip. Francesco Lega, 1918.
- 1 -L'arte della maiolica in Faenza nei suoi ordinamenti e nelle sue relazioni coi poteri pubblici, 2 - Alcuni cenni sull'influenza mongolo-persiana nelle faenze del secolo decimosesto, 3 - Antologia ceramica, 4 - Alcuni cenni sulla ceramica orientale, con particolare riguardo alla ispano-moresca, in Note di critica ceramica, serie 5, Faenza, Tip. F. Lega, (1919?).
- Faenza e la sua arte., Faenza, Tip. F. Lega, 1921.
- Ceramiche bizantine, Pavimenti maiolicati, Idroceramiche. Note di critica ceramica, serie 6, Faenza, Tip. F. Lega, 1921.
- Sui recenti scavi di Paterna, Obra de Malica e ceramiche di Granada (a proposito dei vasi dell'Alhambra). Note di critica ceramica: serie 7. Faenza, Stab. grafico Lega, (1922?)
- Rappresentazioni ceramiche in opere d'arte pittorica, L'insigne piatto Leverton con un episodio della spedizione di Carlo VIII. in Italia. Note di critica ceramica, serie 8, Faenza, Stab. grafico Lega, (1922?).
- Di una singolare coppa amatoria con le imprese dei Manfredi e dei Bentivoglio., Note di critica ceramica, serie 9. Faenza, Tip. F. Lega, 1922.
- Di un vaso arabo-iberico del tipo dell'Alhambra, Un boccale storico al Museo ceramico di Faenza, Maioliche nella facciata della chiesa della Madonna delle Grazie in Collarmele, Un tondo dei Della Robbia a Bruges, Di un boccale faentino della nobile famiglia Salecchi, Alcune figurazioni dell'IHS sulle maioliche, Corrigenda et addenda. Note di critica ceramica, serie 10. (S.l., s.n., 1923?)
- Una maiolica di stile severo con iscrizione di alto-tedesco al Museo di Faenza; Un'antica decorazione architettonica di maiolica policroma in Rimini; Maioliche di Deruta; Addenda (per il boccale Salecchi); Una vasta rappresentazione ceramica in un quadro spagnolo del principio del Quattrocento; Di una scodella di maiolica faentina con la marca DO PI. Note di critica ceramica, serie 11. (S.l., s.n., 1924?)
- Nuovi aspetti della critica dell'arte ceramica: 1. Il repertorio decorativo, 2. Le forme, Note di critica ceramica, serie 12, (S.l., s.n., 1925?)
- Sulle ceramiche arcaiche dell'Islam, Ceramiche cosiddette di Rodi., Note di critica ceramica, serie 13. (S.l., s.n., 1925?)
- Per la storia degli istituti ceramistici di Faenza: spunti programmatici 1908-1923, Faenza, Stab. graf. F. Lega, 1926.
- Una coppa amatoria (i.e. d'amore) al Museo nazionale di Ravenna, Rappresentazioni medico-fliaciche su maioliche quattrocentesche, Note di critica ceramica, serie 14. (S.l., s.n., 1926?)
- La costituzione della contea di Brisighella e di Val d'Amone, Faenza, F.lli Lega, 1927.
- Coppe d'amore nel secolo 15. / studi di Gaetano Ballardini., Faenza, Stab. grafico F. Lega, 1928.
- Breve cenno storico sulla evoluzione della Costituzione faentina e dei suoi governi., Bologna, Zanichelli, 1929.
- Aspetti della ceramica italiana del Settecento., Venezia, Scuola tipografica emiliana Artigianelli, 1930.
- L'omaggio dei ceramisti di Faenza alla beata Vergine delle Grazie., Faenza, Società tipografica faentina, 1931.
- Breviari cronologici per lo studio della storia dell'arte, Faenza, Stab. graf. f.lli Lega, 1932.
- Gli istituti di Faenza per l'arte della ceramica: Museo internazionale delle ceramiche, Regia scuola di ceramica, Laboratorio sperimentale. (S.l., s.n.), Faenza, Stab. grafico f. Lega, 1933.
- Le ceramiche di Faenza, Roma, Istituto Nazionale L.U.C.E., stampa 1933.
- Corpus della maiolica italiana. 1.: Le maioliche datate fino al 1530, Roma, Libreria dello Stato, stampa 1933.
- Petrus Andreas de Favencia, Fatto in Faenza in Caxa Pirota; Dagli Accarisi ai Ferniani attraverso Francesco Vicci (1589-1644) e i Giorgioni (1645-1693), Note di critica ceramica, serie 16, (S.l., s.n., 1935?).
- Otto lettere di messer Francesco Guicciardini Presidente della provincia di Romagna, agli anziani e al governatore di Faenza: 1524-1525, Faenza, F.lli Lega, 1937.
- Corpus della maiolica italiana. 2.: Le maioliche datate dal 1531 al 1535, Roma, Libreria dello Stato, stampa 1938.
- Il corredo di una dama della prima metà del Quattrocento: Per la storia del costume romagnolo, Faenza, Tip. F. Lega, 1938.
- Delle maioliche antiche... e di altre cose, Candiana ma non tutto candiana, Ricuperi, Alcune marche di Cà Pirota, Una fabbrica moderna di maioliche antiche, A tempi nuovi ceramiche nuove, Note di critica ceramica, serie 17. (S.l., s.n., 1940?).
- Le maioliche della collezione Ducrot / Galleria Pesaro, (catalogo a cura di) Gaetano Ballardini, Milano, Edizioni d'arte Emilio Bestetti, (1934).
- La maiolica italiana dalle origini alla fine del Cinquecento, Firenze, Novissima enciclopedia monografica illustrata, 1938.
- I Mazzanti ed altri maiolicari faentini del Seicento, Faenza, Stab. grafico F. Lega, 1943.
- L'eredità ceramistica dell'antico mondo romano: lineamenti di una storia civile della ceramica romana, Roma, Istituto poligrafico dello Stato, 1964.